# Ato de Comunhão Canônica

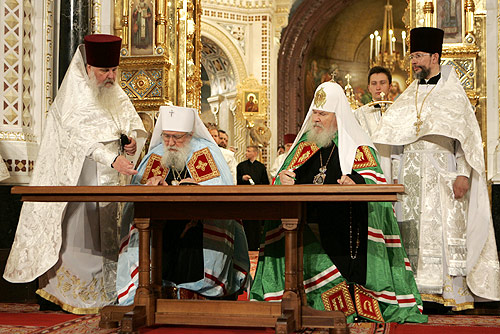
Assinatura solene do Ato de Comunhão Canônica na Catedral de Cristo Salvador. Da esquerda para a direita: Arcipreste Alexandre Lebedev, Primeiro Hierarca Metropolita Lauro da ROCOR, Patriarca AleixoII de Moscou e Toda a Rússia, Arcipreste Nikolai Balashov. 17 de maio de 2007.

O Ato de Comunhão Canônica da Igreja Ortodoxa Russa Fora da Rússia com a Igreja Ortodoxa Russa do Patriarcado de Moscou (em russo:  Акт о каноническом общении Русской православной церкви заграницей с Русской православной церковью Московского патриархата) é um documento que proclama a unificação da Igreja Ortodoxa Russa Fora da Rússia (ROCOR) com a Igreja Ortodoxa Russa do Patriarcado de Moscou.
O texto da "Lei" foi desenvolvido em 2004-2006 durante oito reuniões conjuntas da comissão do Patriarcado de Moscou para o diálogo com a Igreja Russa no Exterior e a comissão da Igreja Russa no Exterior para negociações com o Patriarcado de Moscou. Em 17 de maio de 2007, na Catedral de Cristo Salvador em Moscou, o “Ato” foi solenemente assinado pelo Patriarca Aleixo II de Moscou e Toda a Rússia e Metropolita Lauro (Škurla), Primeiro Hierarca da ROCOR.
Como observou o Arcebispo Nikolai Artyomov, ao assinar a Lei, "ambos os lados renunciaram à exclusividade, reconheceram-se mutuamente como parte de uma única Igreja Ortodoxa Russa". O historiador da Igreja e clérigo da ROCOR, Diácono Andrey Psarev, avaliou o significado da “Lei” da seguinte forma: “Por um lado, os bispos da ROCOR concordaram que, apesar dos compromissos canônicos do passado, a Igreja Ortodoxa Russa do Patriarcado de Moscou é sua Igreja mãe. Por outro lado, chegou-se a um consenso dentro da Igreja Russa de que a missão da ROCOR no período comunista foi pastoralmente justificada”.

## Reações
Alguns opositores da lei, que deixaram o ROCOR, afirmam que a reconciliação do Patriarcado de Moscou e da Igreja Ortodoxa Russa fora da Rússia foi resultado de uma operação de inteligência do FSB.